# Voltadora de Vilafranca de Bonany
La Voltadora de Vilafranca era una instal·lació dedicada al ciclisme en pista a l'aire lliure de Vilafranca de Bonany (Mallorca, Illes Balears, Espanya), activa entre 1963 i 1999.

## Història
La voltadora fou construïda cap a 1963 al voltant del camp d'esports parroquial de la localitat, dedicat a la práctica de futbol. Durant 1964 es va celebrar la primera prova d'importància: el Torneig Intervelòdroms, disputat entre quatre pistes de Mallorca: Tirador (Palma), Campos, Ca n'Escarrinxo (Pollença) i la pista vilafranquera.
L'1 d'agost de 1970 la pista va ser modernitzada i reinaugurada i va viure els seus anys de més activitat. Entre altres proves, la voltadora va participar en dues edicions del Torneig Intervelòdroms a escala estatal: l'edició de 1970 en l'equip de Balears, i l'edició de 1971 en l'equip Palma-Vilafranca.
El 26 de maig de 1984 fou reinaugurada i va continuar activa uns anys més, però el seu estat de conservació anava empitjorant. Devers 1996 la voltadora ja es trobava en molt mal estat, i el fet de trobar-se al voltant del camp de futbol generava constants problemes per fer ús de les instal·lacions. A finals de 1997 encara romania activa.
Finalment, amb la instal·lació de gespa artificial en el camp de futbol devers 1999 (fins llavors havia estat de terra) es va aprofitar per reformar i ampliar el terreny de joc a costa de la voltadora, que va desaparèixer completament.

## Esdeveniments
- Torneig Intervelòdroms (Mallorca): 1964
- Revenja del Campionat d'Espanya rere moto comercial (professionals): 1970[6]
- Torneig Intervelòdroms (Espanya): 1970, 1971